# Irlands ambassader

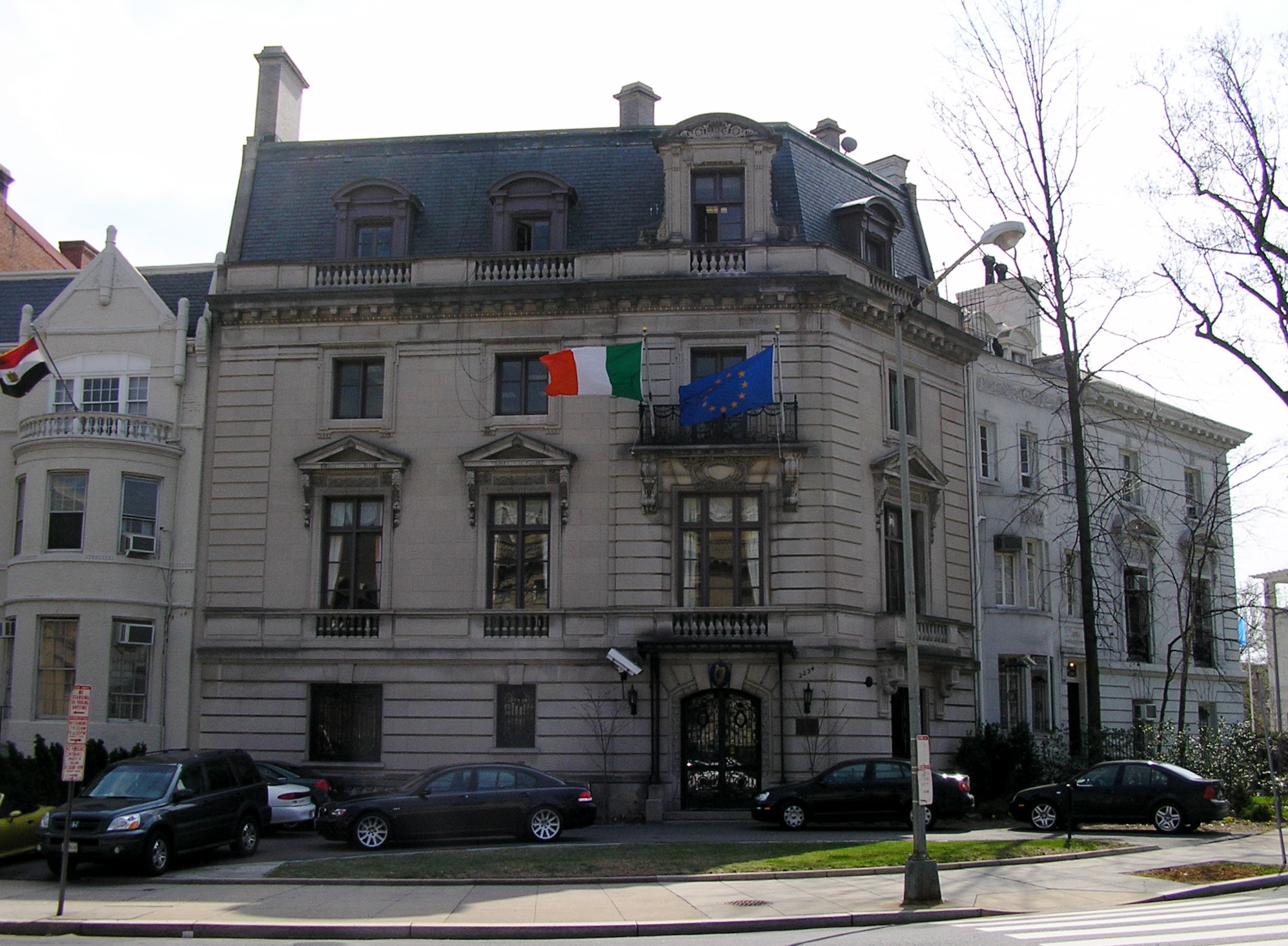
Irlands ambassad i Washington DC

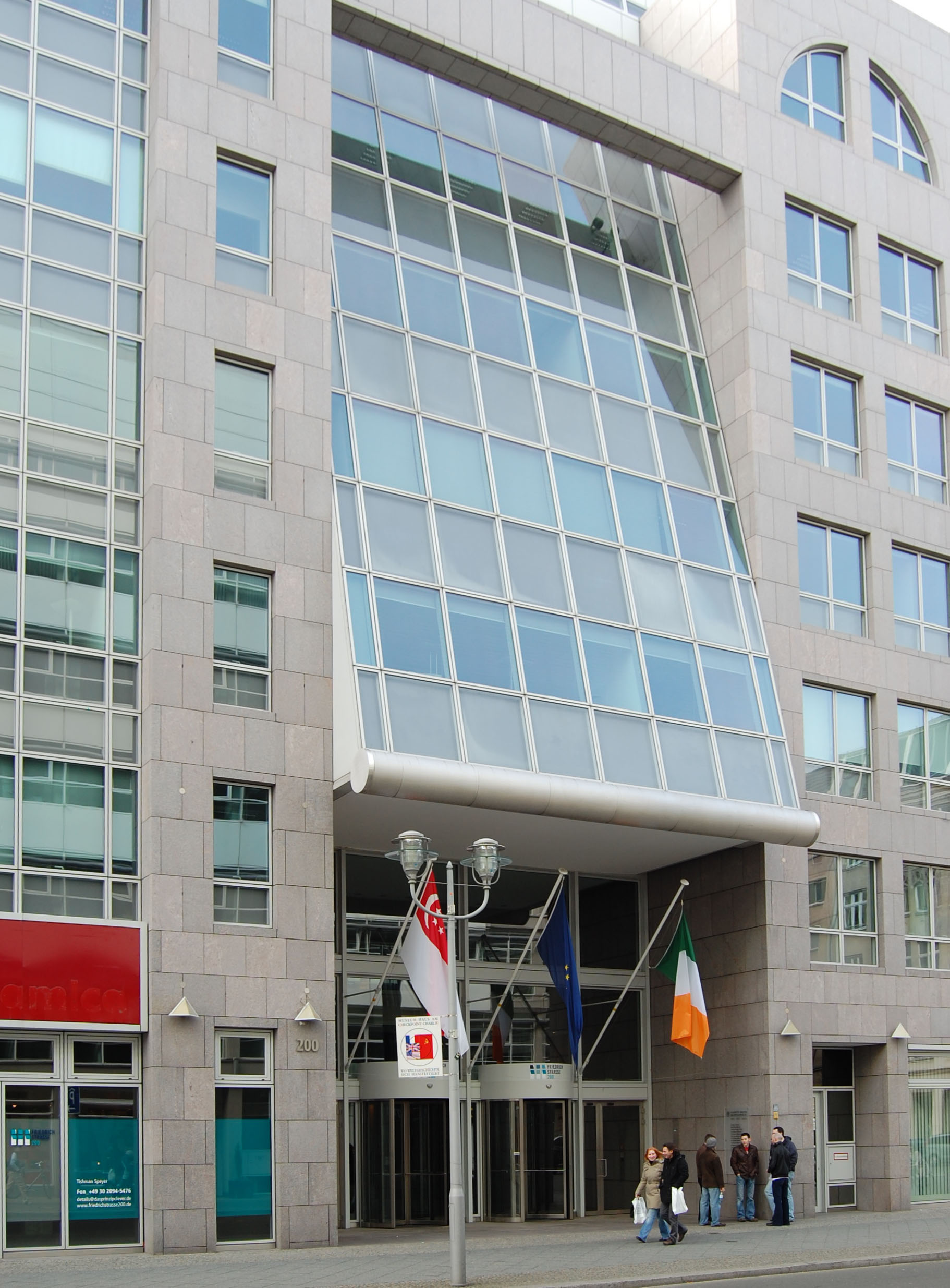
Irlands ambassad i Berlin

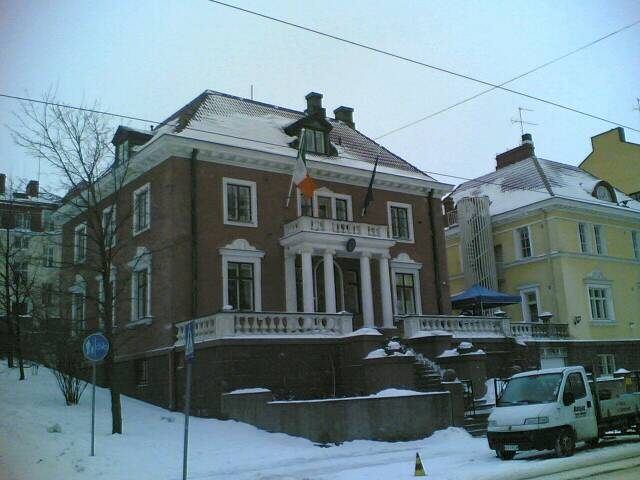
Irlands ambassad i Helsingfors

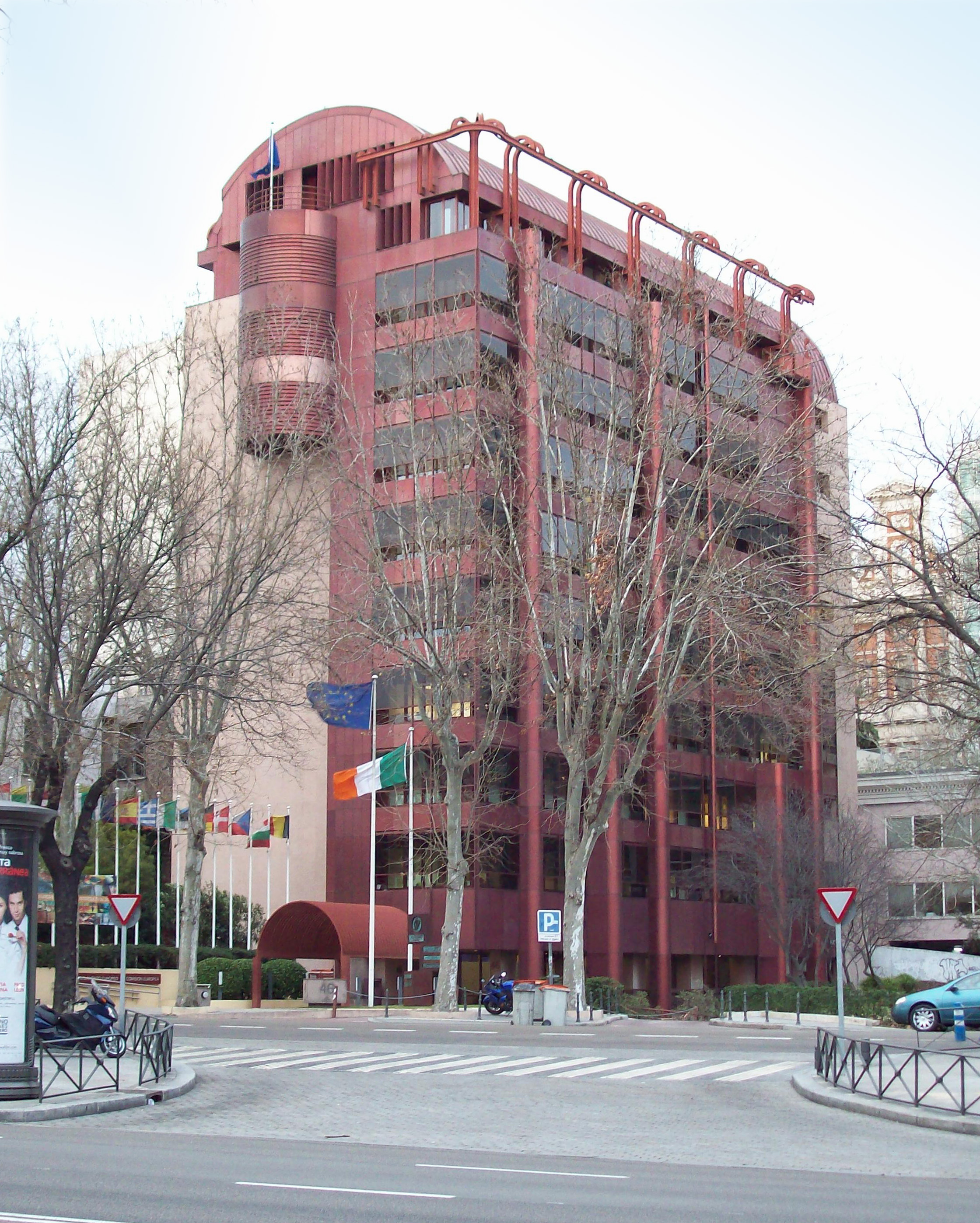
Irlands ambassad i Madrid

Irland har diplomatiska förbindelser med 161 utländska regeringar. Den irländska regeringen har 74 beskickningar i världen, inklusive 55 ambassader, åtta multilaterala beskickningar och åtta generalkonsulat.

## Europa
| Land           | Stad          | Typ             |
| -------------- | ------------- | --------------- |
| Österrike      | Wien          | Ambassad        |
| Belgien        | Bryssel       | Ambassad        |
| Bulgarien      | Sofia         | Ambassad        |
| Cypern         | Nicosia       | Ambassad        |
| Tjeckien       | Prag          | Ambassad        |
| Danmark        | Köpenhamn     | Ambassad        |
| Estland        | Tallinn       | Ambassad        |
| Finland        | Helsingfors   | Ambassad        |
| Frankrike      | Paris         | Ambassad        |
| Tyskland       | Berlin        | Ambassad        |
| Grekland       | Aten          | Ambassad        |
| Vatikanstaten  | Vatikanstaten | Ambassad        |
| Ungern         | Budapest      | Ambassad        |
| Italien        | Rom           | Ambassad        |
| Lettland       | Riga          | Ambassad        |
| Litauen        | Vilnius       | Ambassad        |
| Luxemburg      | Luxemburg     | Ambassad        |
| Malta          | Valletta      | Ambassad        |
| Nederländerna  | Haag          | Ambassad        |
| Norge          | Oslo          | Ambassad        |
| Polen          | Warszawa      | Ambassad        |
| Portugal       | Lissabon      | Ambassad        |
| Rumänien       | Bukarest      | Ambassad        |
| Ryssland       | Moskva        | Ambassad        |
| Slovakien      | Bratislava    | Ambassad        |
| Slovenien      | Ljubljana     | Ambassad        |
| Spanien        | Madrid        | Ambassad        |
| Sverige        | Stockholm     | Ambassad        |
| Schweiz        | Bern          | Ambassad        |
| Storbritannien | London        | Ambassad        |
| Storbritannien | Edinburgh     | Generalkonsulat |
| Storbritannien | Cardiff       | Generalkonsulat |

## Nordamerika
| Land   | Stad          | Typ             |
| ------ | ------------- | --------------- |
| Kanada | Ottawa        | Ambassad        |
| Mexiko | Mexico City   | Ambassad        |
| USA    | Washington DC | Ambassad        |
| USA    | Boston        | Generalkonsulat |
| USA    | Chicago       | Generalkonsulat |
| USA    | New York      | Generalkonsulat |
| USA    | San Francisco | Generalkonsulat |

## Sydamerika
| Land      | Stad         | Typ      |
| --------- | ------------ | -------- |
| Argentina | Buenos Aires | Ambassad |
| Brasilien | Brasília     | Ambassad |

## Afrika
| Land       | Stad          | Typ             |
| ---------- | ------------- | --------------- |
| Egypten    | Kairo         | Ambassad        |
| Etiopien   | Addis Abeba   | Ambassad        |
| Lesotho    | Maseru        | Ambassad        |
| Malawi     | Lilongwe      | Ambassad        |
| Moçambique | Maputo        | Ambassad        |
| Nigeria    | Abuja         | Ambassad        |
| Sydafrika  | Pretoria      | Ambassad        |
| Sydafrika  | Kapstaden     | Generalkonsulat |
| Tanzania   | Dar es-Salaam | Ambassad        |
| Uganda     | Kampala       | Ambassad        |
| Zambia     | Lusaka        | Ambassad        |

## Mellanöstern
| Land         | Stad     | Typ                   |
| ------------ | -------- | --------------------- |
| Iran         | Teheran  | Ambassad              |
| Israel       | Tel Aviv | Ambassad              |
| Palestina    | Ramallah | Representationskontor |
| Saudiarabien | Riyadh   | Ambassad              |
| Turkiet      | Ankara   | Ambassad              |

| Land      | Stad         | Typ                                    |
| --------- | ------------ | -------------------------------------- |
| Kina      | Shanghai     | Generalkonsulat                        |
| Indien    | New Delhi    | Ambassad                               |
| Japan     | Tokyo        | Ambassad                               |
| Malaysia  | Kuala Lumpur | Ambassad                               |
| Singapore | Singapore    | Ambassad                               |
| Sydkorea  | Seoul        | Ambassad                               |
| Taiwan    | Taipei       | The Institute for Trade and Investment |
| Östtimor  | Dili         | Representationskontor                  |
| Vietnam   | Hanoi        | Ambassad                               |

| Land       | Stad     | Typ             |
| ---------- | -------- | --------------- |
| Australien | Canberra | Ambassad        |
| Australien | Sydney   | Generalkonsulat |

## Ständiga representationer vid multilaterala organisationer
- Bryssel (Europeiska unionen)
- Genève (FN och andra internationella organisationer)
- New York (FN)
- Paris (Unesco)
- Rom (FAO)
- Strasbourg (Europarådet)